# Copyright (znak)
Znak copyright oznaczany przez abrewiaturę © (litera C w okręgu) – symbol używany jako oznaczenie praw autorskich dla dzieł innych niż nagrania muzyczne (nagrania muzyczne oznaczane są przez znak ℗).
Oznaczenie zostało wprowadzone przez Stany Zjednoczone w ustawie o prawach autorskich z roku 1909. W krajach, które ratyfikowały konwencję berneńską, stosowanie tego znaku nie jest konieczne, ponieważ uznaje się, że samo utworzenie dzieła jest wystarczające do ustanowienia prawa autorskiego.

## Zapis cyfrowy
Poprawny typograficznie znak jest dostępny jako Unicode U+00A9.
| Znak | Unicode | Kod HTML                     | Nazwa unikodowa | Nazwa polska         |
| ---- | ------- | ---------------------------- | --------------- | -------------------- |
| ©    | U+00A9  | &copy; lub &#xA9; lub &#169; | COPYRIGHT SIGN  | znak praw autorskich |

W kodowaniu Unicode znajdują się ponadto inne podobne znaki:
| Znak | Unicode | Kod HTML              | Nazwa unikodowa                | Nazwa polska           |
| ---- | ------- | --------------------- | ------------------------------ | ---------------------- |
| ⓒ    | U+24D2  | &#x24D2; lub &#9426;  | CIRCLED LATIN SMALL LETTER C   | mała litera C w okręgu |
| Ⓒ    | U+24B8  | &#x24B8 ; lub &#9400; | CIRCLED LATIN CAPITAL LETTER C | duża litera C w okręgu |

W systemie Microsoft Windows znak jest dostępny jako Alt-kod, tzn. trzymając wciśnięty lewy klawisz Alt wprowadzamy kod 0169 na klawiaturze numerycznej.
Z powodu długiej niedostępności znaku © na maszynach do pisania lub systemach komputerowych (kod ASCII), pospolitym symbolem zastępczym jest zestaw znaków (C).
W systemie składu tekstu TeX/LaTeX istnieje alternatywny zapis: \copyright lub \textcopyright.